# فولفغانغ مولر (ممثل)
فولفغانغ مولر (بالألمانية: Wolfgang Müller)‏ هو ممثل ألماني، ولد في 10 أغسطس 1953 بكولونيا في ألمانيا.

## أعمال

### أفلام
- (2000) رجال-إكس[2][3]

## وصلات خارجية
- فولفغانغ مولر على موقع IMDb (الإنجليزية)
- فولفغانغ مولر على موقع ألو سيني (الفرنسية)
- فولفغانغ مولر على موقع أول موفي (الإنجليزية)
- فولفغانغ مولر على موقع قاعدة بيانات الأفلام السويدية (السويدية)
- فولفغانغ مولر على موقع قاعدة بيانات الفيلم (الإنجليزية)
- فولفغانغ مولر على موقع كينوبويسك (الروسية)